# Villers-les-Ormes
Villers-les-Ormesⓘ – miejscowość i gmina we Francji, w Regionie Centralnym, w departamencie Indre. W 2013 roku populacja gminy wynosiła 434 mieszkańców. 
1 stycznia 2016 roku połączono dwie wcześniejsze gminy: Saint-Maur oraz Villers-les-Ormes. Siedzibą gminy została miejscowość Saint-Maur, a nowa gmina przyjęła jej nazwę. 